# Dorset
Dorset är ett ceremoniellt grevskap i sydvästra England. Största stad är Bournemouth, men huvudort är Dorchester. Längs Dorsets kust ligger, förutom Bournemouth, flera andra kända bad- och semesterorter.
Jordbruket är en av Dorsets viktigaste näringar. Landskapet kännetecknas av böljande kullar och fält, sömniga byar och såväl höga klippor som låglänta kuststräckor (ett exempel på det senare är Chesil Beach).
Grevskapet har ett rikt litterärt arv. Områdets mest berömde skildrare är Thomas Hardy med romaner som Tess of the d'Urbervilles och Fjärran från vimlets yra (Far from the Madding Crowd). Hardy föddes i byn Higher Bockhampton i mellersta Dorset.
Seglingen vid olympiska sommarspelen 2012 ägde rum i Dorset vid Weymouth and Portland National Sailing Academy på Isle of Portland.

## Administrativ indelning
Grevskapet Dorset består sedan 2019 av två enhetskommuner, Bournemouth, Christchurch and Poole och Dorset. Grevskapet har inte längre någon administrativ funktion.

## Kända personer från Dorset
- Thomas Hardy, författare
- P J Harvey, sångerska och låtskrivare
- Benjamin Jesty, den förste kände personen att inokulera kokoppor för att ge immunitet.
- James Meade, ekonom
- Jus Oborn, sångare och gitarrist i Electric Wizard
- Newt Scamander, fiktiv, litterär person (skapad av J.K. Rowling)

## Galleri

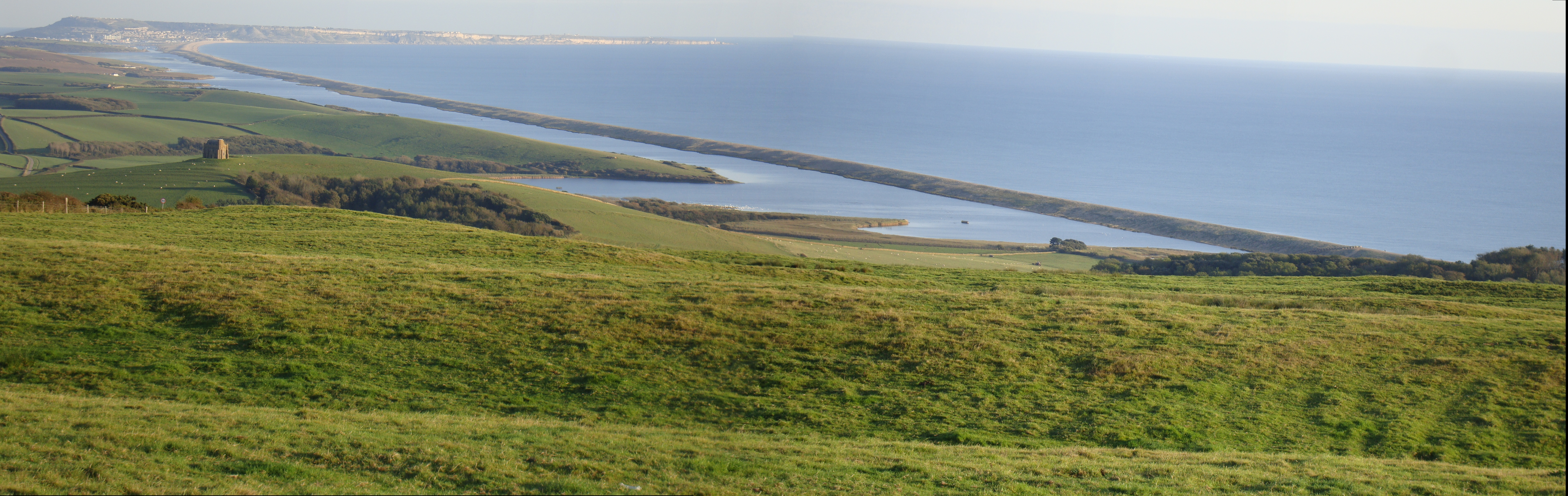
Kustlandskap vid Chesil Beach i Dorset.
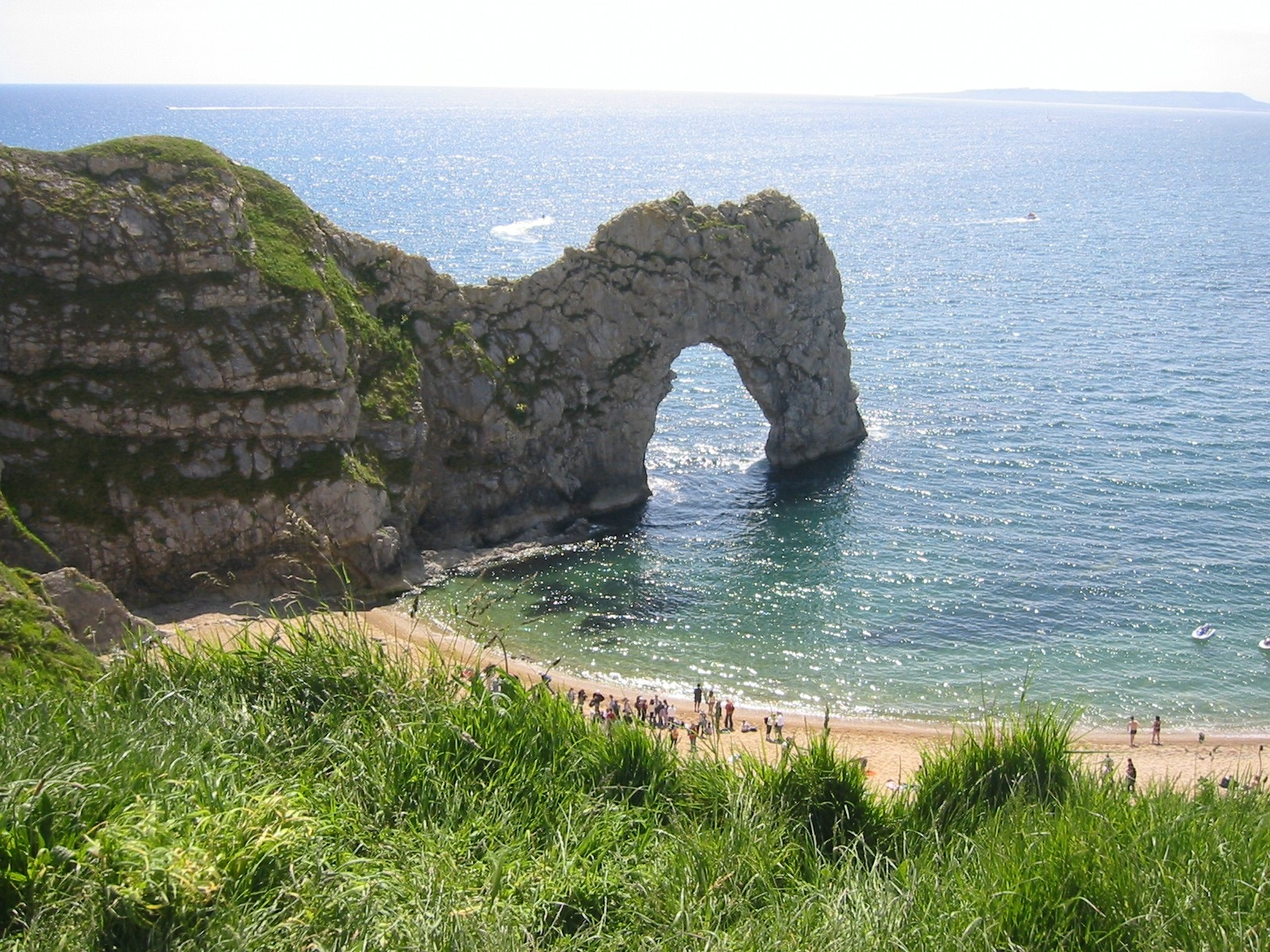
Durdle Door i Dorset.